# ماكدونيل إف 3 إتش ديمون
ماكدونيل إف3إتش ديمون (بالإنجليزية: McDonnell F3H Demon)‏ هي طائرة مقاتلة أنتجت في الولايات المتحدة. من صناعة طائرات ماكدونل. كانت تستخدم بشكل أساسي من قبل بحرية الولايات المتحدة. كان أول طيران لها في 7 أغسطس 1951. دخلت الخدمة في 7 مارس 1956، انتهت خدمتها في 1964. صنع منها 519 طائرة.